# محمد بن عمر بن الفخار
أبو عبد الله محمد بن عمر بن يوسف بن الفخار القرطبي المالكي فقيه مالكي.
حدث عن: أبي عيسى الليثي، وأبي محمد الباجي، وأبي جعفر بن عون الله وطبقتهم. ثم حج وسمع بمصر من طائفة، وجاور بالمدينة. وقد تفقه بأبي محمد الأصيلي، وأبي عمر بن المكوي. كان رأسًا في الفقه، مقدما في الزهد، موصوفا بالحفظ، مفرط الذكاء، عارفا بالإجماع والاختلاف، عديم النظير، يحفظ المدونة سردًا، والنوادر لأبي محمد بن أبي زيد. أُريد على الرسلية إلى أمراء البربر فأبى، وقال: بي جفاء وأخاف أن أوذى، فقال الوزير: ورجل صالح يخاف الموت، فقال: إن أخفه، فقد خافه أنبياء الله، هذا موسى قد حكى الله عنه: ففررت منكم لما خفتكم.
قال ابن حيان: «توفي الفقيه الحافظ المشاور، المستبحر الرواية، البعيد الأثر، الطويل الهجرة في طلب العلم، الناسك المتقشف، أبو عبد الله بن الفخار بمدينة بلنسية في عاشر ربيع الأول سنة تسع عشرة وأربعمائة فكان الحفل في جنازته عظيما. وعاين الناس فيها آية من طيور شبه الخطاف وما هي بها تخللت الجمع رافة فوق النعش، جانحة إليه، مشفة إليه، لم تفارق نعشة إلى أن ووري، فتفرقت، وتحدث الناس بذلك وقتا. مكث مدة ببلنسية مطاعا، عظيم القدر عند السلطان والعامة، وكان ذا منزلة عظيمة في الفقه والنسك، صاحب أنباء بديعة». قال جماهر بن عبد الرحمن : «صلى على ابن الفخار الشيخ خليل التاجر، ورفرفت عليه الطير إلى أن تمت مواراته». قال أبو عمرو الداني: «مات في سابع ربيع الأول سنة 419 عن ست وسبعين سنة، وهو آخر الفقهاء الحفاظ ، الراسخين العالمين بالكتاب والسنة بالأندلس رحمه الله ». قال القاضي عياض: «كان أحفظ الناس ، وأحضرهم علما ، وأسرعهم جوابا ، وأوقفهم على اختلاف الفقهاء وترجيح المذاهب ، حافظا للأثر ، مائلا إلى الحجة والنظر . فر عن قرطبة إذ نذرت البربر دمه عند غلبتهم على قرطبة».

## وفاته
توفي ابن الفخار سنة 419 هـ.